# Pedro Rodríguez Ledesma
Pedro Rodríguez Ledesma (Santa Cruz, 28 juli 1987) is een Spaans voetballer die doorgaans als aanvaller speelt. Hij tekende in augustus 2021 een tweejarig contract bij SS Lazio, dat hem overnam van stadsgenoot AS Roma. Pedro debuteerde in 2010 in het Spaans voetbalelftal.
Hij is anno 2025 de enige voetballer die de Champions League, de Europa League, de Super Cup, het WK voor clubs, het EK en het WK wist te winnen. Hij is ook de eerste speler die in de finale van zowel de Champions League als de Europa League wist te scoren. Pedro, Juan Mata en Fernando Torres zijn de enige drie spelers die de Europa League, Champions League, het EK en WK wisten te winnen.

## Clubcarrière

### Jeugd
Pedro begon als voetballer bij Tenerife, waarna hij verschillende jaren in de jeugdopleiding van FC Barcelona speelde. Van 2004 tot 2006 speelde hij in de Juvenil A, het hoogste jeugdelftal van de club. In het seizoen 2004/2005 won Pedro met dit team het kampioenschap van de División de Honor, de Copa de Campeones en de Copa del Rey Juvenil. In de finale van de Copa del Rey Juvenil tegen Sporting Gijón maakte de aanvaller het tweede doelpunt van FC Barcelona. In het seizoen 2005/2006 won hij met de Juvenil A wederom de División de Honor en de Copa del Rey Juvenil. Vervolgens kwam de aanvaller in het seizoen 2006/2007 uit voor FC Barcelona C. Na de opheffing van dit elftal in 2007 werd hij door trainer Josep Guardiola overgeheveld naar FC Barcelona B. Tijdens de tweede speelronde van de Tercera División 2007/2008 maakte Pedro tegen CF Balaguer zijn eerste competitiedoelpunt voor Barça B. Met Barça B werd hij 2008 kampioen van de Tercera División Grupo 5. 

### FC Barcelona
Op 11 september 2007 debuteerde hij in het eerste elftal. In de finale van de Copa de Catalunya tegen Gimnàstic de Tarragona kwam de aanvaller in de tweede helft als vervanger van Víctor Vázquez in het veld. Pedro speelde op 12 januari 2008 zijn eerste wedstrijd in de Primera División toen hij in de wedstrijd tegen Real Murcia als vervanger van Samuel Eto'o in het veld kwam. Met FC Barcelona won hij in 2009 de Spaanse landstitel, de Copa del Rey, de Champions League, de Supercopa de España, de UEFA Super Cup en het wereldkampioenschap voor clubs. 
In de heenwedstrijd van de Supercopa tegen Athletic Bilbao scoorde Pedro zijn eerste officiële doelpunt voor Barcelona. Op 28 augustus 2009 tekende hij in de verlengingen voor het winnende doelpunt in de UEFA Super Cup-wedstrijd tegen Sjachtar Donetsk (1–0). Op 29 september maakte hij zijn eerste doelpunt in de UEFA Champions League, tegen Dinamo Kiev. Met twee doelpunten op het WK, waarvan de gelijkmaker in de finale, had Pedro een belangrijk aandeel in de eerste wereldtitel van FC Barcelona. 
Op 16 december 2009 werd Pedro de eerste voetballer in de geschiedenis die erin slaagde in één seizoen in zes officiële clubcompetities te scoren: UEFA Super Cup, Supercopa, Primera División, Champions League, Copa del Rey en het wereldkampioenschap voor clubs. In het seizoen 2009/10 won Pedro met FC Barcelona opnieuw de Spaanse landstitel, mede door drie goals van Pedro in de laatste drie speelrondes. Dat seizoen betekende zijn definitieve doorbraak: hij speelde 52 wedstrijden als linksbuiten in een aanvalslinie met Lionel Messi en Zlatan Ibrahimović en kwam daarin tot 23 goals en negen assists. Aan het einde van het seizoen tekende hij daarom een nieuw vijfjarig contract bij Barcelona.
Hij begon het seizoen 2010/11 als basisspeler, met David Villa als vervanger voor de vertrokken Ibrahimovic in de punt van de aanval. Op 29 november scoorde hij de tweede goal in een 5-0 overwinning op rivaal Real Madrid. Door de winst in El Clásico steeg Barcelona naar de eerste plek in de competitie. Ook in de lokale derby tegen Espanyol een maand later, was Pedro trefzeker. Hij scoorde zelfs tweemaal en zag zijn ploeg met 5-1 winnen. In april en mei kwam Barcelona liefst vier keer tegenover Real Madrid te staan. Eerst in de competitie (1-1, waarmee het Real op een veilige acht punten achterstand hield), vervolgens in de Copa del Rey-finale. Daarin werd een goal van Pedro afgekeurd wegens buitenspel, waarna Real Madrid er na verlenging met de winst vandoor ging. In de return van de halve finale van de Champions League scoorde Pedro wel tegen Real Madrid, waarmee de rivaal over twee wedstrijden met 3-1 verslagen werd. Op 28 mei 2011 passeerde Pedro doelman Edwin van der Sar in de CL-finale tegen Manchester United, dat met 3-1 verslagen werd. 
Na dat seizoen, waarin het ook opnieuw Spaans kampioen was geworden, verlengde Pedro zijn contract opnieuw met een jaar. Toch speelde hij minder dan vorig seizoen, door de komst van Alexis Sánchez. Toch kwam hij tot dertien goals en zes assists in 48 wedstrijden, waaronder twee in de finale van de Copa del Rey tegen Athletic Club. Ook was hij op 29 april 2012 goed voor twee goals en twee assists in een 7-0 overwinning op Rayo Vallecano. 
Tegen diezelfde ploeg scoorde hij op 21 september 2013 een hattrick in een 4-0 overwinning. Op 22 december scoorde hij tegen Getafe opnieuw een hattrick. Bij een 2-0 achterstand, scoorde hij in de minuut 35, 41 en 43. Deze hattrick in negen minuten werd de snelste hattrick in de clubgeschiedenis. Mede door deze twee hattricks scoorde hij vijftien competitiegoals, een persoonlijk record voor hem. Op 16 december 2014 scoorde hij Pedro zijn derde hattick voor Barcelona, in de Copa del Rey tegen SD Huesca, dat met 8-1 verslagen werd. Op 4 juni 2015 tekende hij een nieuw vierjarig contract voor de club.
Op 6 juni 2015 stond Barcelona opnieuw in de finale van de Champions League, ditmaal tegen Juventus. Dat werd met 3-1 verslagen en Pedro viel in blessuretijd in. Doordat het eerder de competitie en beker gewonnen had, betekende dit de tweede treble in de clubgeschiedenis, waarmee het de eerste club werd die ooit tweemaal een treble won. Pedro was samen met Messi, Andrés Iniesta, Xavi, Gerard Piqué, Sergio Busquets en Dani Alves die beide trebles meemaakte. Op 11 augustus maakte Pedro als invaller de winnende treffer in de strijd om de UEFA Super Cup tegen Sevilla FC. Vervolgens speelde hij nog de twee finales om de Spaanse supercup. Het waren zijn laatste wedstrijden voor Barcelona. Hij speelde in totaal 321 wedstrijden voor de club, waarin hij goed was voor 99 goals en 61 assists.

### Chelsea
Pedro tekende in augustus 2015 een contract tot medio 2019 bij Chelsea, de kampioen van de Premier League in het voorgaande seizoen. Dat betaalde circa 27 miljoen euro voor hem aan FC Barcelona, dat nog tot 3 miljoen euro extra aan eventuele bonussen in het vooruitzicht kreeg. Pedro maakte op 23 augustus 2015 zijn debuut voor Chelsea, tijdens een met 2–3 gewonnen competitiewedstrijd uit bij West Bromwich Albion. Hij begon in de basis en schoot zijn ploeg in de 20'ste minuut op 0–1. Het was geen goed seizoen onder José Mourinho, die in december werd ontslagen toen Chelsea zestiende stond. In de tweede seizoenshelft klom Chelsea onder interim-trainer Guus Hiddink op naar de negende plek en scoorde Pedro tweemaal twee goals in één wedstrijd, tegen Newcastle United en Aston Villa. 
Op 20 augustus 2016 begon Pedro als basisspeler aan het nieuwe seizoen onder nieuwe trainer Antonio Conte. Op 23 oktober scoorde Pedro de snelste goal van het seizoen, door na dertig seconden te scoren tegen Manchester United (4-0 winst). Hij won de prijzen voor Goal of the Month voor de maanden november én april, door doelpunten tegen respectievelijk Tottenham Hotspur en Everton. Ook werd Pedro met Chelsea kampioen van de Premier League, waar hij zelf met negen goals en negen assists in 35 wedstrijden een groot aandeel in had.
In het seizoen 2017/18 verloor Chelsea de Community Shield van Arsenal, maar won het wel de FA Cup. Pedro maakte in elke wedstrijden minuten en scoorde in de achtste en kwartfinale tegen Hull City en Leicester City, maar zat in de gewonnen finale tegen Manchester United negentig minuten op de bank. Op 2 december scoorde hij in zijn 150'ste wedstrijd voor Chelsea de duizendste Premier League-goal op Stamford Bridge. Mede door twee goals en een assist van Pedro in de kwartfinale tegen Slavia Praag haalde Chelsea de finale van de Europa League, waarin rivaal Arsenal de tegenstander was. Hij scoorde en zag zijn ploeg met 4-1 winnen. Hiermee werd hij de vijfde speler om zowel in de finale van de CL als de EL te scoren, na Allan Simonsen, Dmitri Alenitsjev, Hernán Crespo en Steven Gerrard. Het was bovendien zijn negende goal in een finale, waarmee hij zevende kwam te staan in de all-time lijst van topscorers in finales. Hij werd mede hierdoor opgenomen in het Europa League Team of the Season.
Op 8 maart 2020 scoorde Pedro zijn eerste Premier League-doelpunt van het seizoen in een 4-0 overwinning op Everton. Hij had op dat moment al meer dan een jaar niet meer gescoord in de Premier League. Op 26 juli maakte trainer Frank Lampard bekend dat Pedro aan het eind van het seizoen zou vertrekken bij Chelsea. Hij kwam in totaal tot 206 wedstrijden voor Chelsea, waarin hij goed was voor 43 goals en 26 assists.

### AS Roma
In augustus 2020 tekende Pedro transfervrij een driejarig contract bij AS Roma, nadat zijn contract bij Chelsea afliep. Op 19 september maakte hij tegen Hellas Verona zijn debuut voor AS Roma in de Serie A. Op 3 oktober scoorde hij zijn eerste doelpunt voor zijn nieuwe club, de enige treffer in een 0-1 overwinning op Udinese. Dat seizoen werd Roma zevende in de Serie A en strandde het in de halve finale van de Europa League. Pedro kwam tot veertig wedstrijden, zes goals en zeven assists. Zijn laatste goal scoorde hij in de een-na-laatste speelronde in de stadsderby tegen Lazio. In de zomer van 2021 liet nieuwe trainer José Mourinho, die Pedro eerder al kende van zijn periode bij Chelsea, hem weten hem niet meer nodig te hebben, waarna zijn contract werd ontbonden.

### SS Lazio
Op 19 augustus 2021 tekende Pedro uitgerekend een tweejarig contract bij Lazio, stadsgenoot en aartsrivaal van AS Roma. Hij was de eerste speler in 36 jaar die de gevoelige overstap maakte en werd daar herenigd met trainer Maurizio Sarri, waarmee hij samenwerkte in het seizoen 2018/19 bij Chelsea. Twee dagen later maakte hij zijn debuut in een 3-1 overwinning op Empoli. Hij scoorde op 26 september zijn eerste doelpunt voor de club, in de derby tegen zijn vorige club AS Roma. Daarmee werd één van drie spelers die voor beide ploegen scoorde in de derby. Hij was goed voor tien goals en vijf assists in zijn eerste seizoen voor Lazio. 
Nadat Lazio in het seizoen 2022/23 derde eindigde in een Europa League-poule met onder meer Feyenoord (dat eerste eindigde), ging Lazio door in de Conference League. Hij scoorde in het met 4-2 verloren tweeluik tegen AZ in de achtste finale, waarmee hij de eerste speler werd om te scoren in de knock-outfase van alle drie de grote Europese competities. In dat seizoen eindigde Pedro met Lazio als tweede in de Serie A. Aan het einde van dat seizoen verlengde hij zijn aflopende contract met een jaar. Op 4 oktober 2023 scoorde hij zijn eerste CL-doelpunt voor Lazio in de blessuretijd tegen Celtic, waarmee Lazio met 2-1 won. 
Na een minder seizoen, waarin hij tot slechts drie goals en één assist kwam, beleefde Pedro een uitstekend seizoen 2024/25. Voor het eerst in elf jaar haalde hij de dubbele cijfers wat betreft goals in competitiewedstrijden. Het leverde hem in juni 2025 een contractverlenging van een jaar op.

## Clubstatistieken

### Beloften
| Seizoen         | Club            | Competitie         | Competitie | Competitie | Competitie |
| Seizoen         | Club            | Competitie         | Wed.       | Dlp.       | Ass.       |
| --------------- | --------------- | ------------------ | ---------- | ---------- | ---------- |
| 2006/07         | FC Barcelona B  | Segunda División B | 1          | 0          | 0          |
| 2008/09         | FC Barcelona B  | Segunda División B | 17         | 10         | 0          |
| Beloften totaal | Beloften totaal | Beloften totaal    | 18         | 10         | 0          |

### Senioren
| Seizoen         | Club            | Competitie       | Competitie | Competitie | Competitie | Beker | Beker | Beker | Europees | Europees | Europees | Totaal | Totaal | Totaal |
| Seizoen         | Club            | Competitie       | Wed.       | Dlp.       | Ass.       | Wed.  | Dlp.  | Ass.  | Wed.     | Dlp.     | Ass.     | Wed.   | Dlp.   | Ass.   |
| --------------- | --------------- | ---------------- | ---------- | ---------- | ---------- | ----- | ----- | ----- | -------- | -------- | -------- | ------ | ------ | ------ |
| 2007/08         | FC Barcelona    | Primera División | 2          | 0          | 0          | 0     | 0     | 0     | —        | —        | —        | 2      | 0      | 0      |
| 2008/09         | FC Barcelona    | Primera División | 6          | 0          | 0          | 3     | 0     | 0     | 5        | 0        | 0        | 14     | 0      | 0      |
| 2009/10         | FC Barcelona    | Primera División | 34         | 12         | 5          | 6     | 4     | 3     | 12       | 7        | 1        | 52     | 23     | 9      |
| 2010/11         | FC Barcelona    | Primera División | 33         | 13         | 9          | 8     | 4     | 2     | 12       | 5        | 2        | 53     | 22     | 13     |
| 2011/12         | FC Barcelona    | Primera División | 29         | 5          | 5          | 7     | 4     | 0     | 12       | 4        | 1        | 48     | 13     | 6      |
| 2012/13         | FC Barcelona    | Primera División | 28         | 7          | 10         | 7     | 2     | 0     | 10       | 1        | 1        | 45     | 10     | 11     |
| 2013/14         | FC Barcelona    | Primera División | 37         | 15         | 10         | 10    | 3     | 3     | 7        | 1        | 0        | 54     | 19     | 13     |
| 2014/15         | FC Barcelona    | Primera División | 35         | 6          | 6          | 6     | 5     | 0     | 9        | 0        | 3        | 50     | 11     | 9      |
| 2015/16         | FC Barcelona    | Primera División | 0          | 0          | 0          | 2     | 0     | 0     | 1        | 1        | 0        | 3      | 1      | 0      |
| 2015/16         | Chelsea         | Premier League   | 29         | 7          | 2          | 5     | 1     | 0     | 6        | 0        | 0        | 40     | 8      | 2      |
| 2016/17         | Chelsea         | Premier League   | 35         | 9          | 9          | 8     | 4     | 2     | —        | —        | —        | 43     | 13     | 11     |
| 2017/18         | Chelsea         | Premier League   | 31         | 4          | 2          | 10    | 2     | 1     | 7        | 1        | 2        | 48     | 7      | 5      |
| 2018/19         | Chelsea         | Premier League   | 31         | 8          | 2          | 7     | 0     | 0     | 14       | 5        | 3        | 52     | 13     | 5      |
| 2019/20         | Chelsea         | Premier League   | 11         | 1          | 1          | 8     | 1     | 2     | 4        | 0        | 0        | 23     | 2      | 3      |
| 2020/21         | AS Roma         | Serie A          | 27         | 5          | 4          | 1     | 0     | 0     | 12       | 1        | 3        | 40     | 6      | 7      |
| 2021/22         | Lazio           | Serie A          | 32         | 9          | 4          | 1     | 0     | 0     | 8        | 1        | 1        | 41     | 10     | 5      |
| 2022/23         | Lazio           | Serie A          | 36         | 4          | 5          | 2     | 0     | 1     | 8        | 3        | 0        | 46     | 7      | 6      |
| 2023/24         | Lazio           | Serie A          | 33         | 1          | 1          | 4     | 0     | 0     | 8        | 2        | 0        | 45     | 3      | 1      |
| 2024/25         | Lazio           | Serie A          | 29         | 10         | 1          | 2     | 0     | 1     | 12       | 4        | 3        | 43     | 14     | 5      |
| Carrière totaal | Carrière totaal | Carrière totaal  | 498        | 116        | 76         | 97    | 30    | 15    | 147      | 36       | 20       | 742    | 182    | 111    |

Bijgewerkt tot en met 21 mei 2025.

## Interlandcarrière

### WK 2010
Zijn goede vorm bij FC Barcelona in het seizoen 2009/10 leverde Pedro een plaats op in de Spaanse selectie voor het WK 2010. Op 29 mei debuteerde Pedro voor La Furia Roja toen hij tegen Saoedi-Arabië (3–2) in de zestigste minuut als invaller voor Cesc Fàbregas in het veld kwam. In zijn derde interland, op 8 juni 2010 tegen Polen (6–0), maakte Pedro zijn eerste doelpunt als international. Op het WK begon hij als wisselspeler, maar in de halve finale tegen Duitsland verving de aanvaller David Villa in de basis. Ook in de met 1–0 gewonnen finale tegen Nederland was Pedro basisspeler. 

### EK 2012
Hij speelde ook mee op het EK 2012. Hij speelde geen minuut in de drie groepswedstrijden, omdat Andrés Iniesta en David Silva als buitenspelers de voorkeur kregen. In de kwartfinale tegen Frankrijk maakte hij zijn eerste minuten, als vervanger voor Silva. In de laatste minuut versierde hij een penalty, waardoor Xabi Alonso zijn en Spanje's tweede doelpunt kon maken vanaf de stip. Hij was ook invaller in de met 4-0 gewonnen finale tegen Italië. Een jaar later maakte hij deel uit van de selectie voor de Confederations Cup 2013. Hij scoorde in de openingswedstrijd tegen Uruguay en gaf een assist op Fernando Torres in de groepswedstrijd tegen Nigeria. Hij speelde 90 minuten in de finale tegen Brazilië, dat met 3-0 won.

### WK 2014
Pedro werd opnieuw opgeroepen voor het WK 2014. In de openingswedstrijd tegen Nederland viel hij bij een 1-2 achterstand in, waarna Oranje uitliep naar een 1-5 overwinning. Vijf dagen later mocht hij in de basis starten tegen Chili, maar werd opnieuw verloren. Daardoor strandde Spanje voor het eerst sinds het WK 1998 in de groepsfase van een WK.

### EK 2016
Op 17 mei 2016 werd hij opgenomen in de Spaanse selectie voor het Europees kampioenschap 2016 in Frankrijk. Spanje werd in de achtste finale uitgeschakeld door Italië (2–0). Hij mocht negen minuten invallen, net als in de openingswedstrijd tegen Tsjechië. 
Op 9 oktober 2017 speelde Pedro in de WK-kwalificatiewedstrijd tegen Israël zijn 65'ste en laatste interland voor Spanje.

## Erelijst
| Competitie            |                |                                             |                |                |
| Competitie            | Aantal         | Jaren                                       |                |                |
| FC Barcelona B        | FC Barcelona B | FC Barcelona B                              | FC Barcelona B | FC Barcelona B |
| --------------------- | -------------- | ------------------------------------------- | -------------- | -------------- |
| Tercera División      | 1x             | 2007/08                                     |                |                |
| FC Barcelona          |                |                                             |                |                |
| FIFA Club World Cup   | 2x             | 2009, 2011                                  |                |                |
| UEFA Champions League | 3x             | 2008/09, 2010/11, 2014/15                   |                |                |
| UEFA Super Cup        | 3x             | 2009, 2011, 2015                            |                |                |
| Primera División      | 5x             | 2008/09, 2009/10, 2010/11, 2012/13, 2014/15 |                |                |
| Copa del Rey          | 3x             | 2008/09, 2011/12, 2014/15                   |                |                |
| Supercopa de España   | 3x             | 2009, 2011, 2013                            |                |                |
| Chelsea               |                |                                             |                |                |
| UEFA Europa League    | 1x             | 2018/19                                     |                |                |
| Premier League        | 1x             | 2016/17                                     |                |                |
| FA Cup                | 1x             | 2017/18                                     |                |                |
| Spanje                |                |                                             |                |                |
| FIFA WK               | 1x             | 2010                                        |                |                |
| UEFA EK               | 1x             | 2012                                        |                |                |